# Gewone oeverslakvlieg
De gewone oeverslakvlieg (Pherbina coryleti) is een vliegensoort uit de familie van de slakkendoders (Sciomyzidae). De wetenschappelijke naam van de soort is voor het eerst geldig gepubliceerd in 1763 door Scopoli.